# 穆氏橋麗魚
穆氏橋麗魚（学名：Gephyrochromis moorii）為輻鰭魚綱鱸形目隆頭魚亞目慈鯛科的其中一種，分布於非洲馬拉威湖流域，為特有種，棲息深度6-25公尺，體長可達12公分，棲息在沙底質的開放水域，生活習性不明，可作為觀賞魚。

## 擴展閱讀
維基物種上的相關：穆氏橋麗魚